# 1918年香港
|        | 香港歷史 \| 香港歷史年表                                                                                                   |
| 世紀： | 19世紀香港 \| 20世紀香港 \| 21世紀香港                                                                                     |
| 年代： | 1880年代香港 \| 1890年代香港 \| 1900年代香港 \| 1910年代香港 \| 1920年代香港 \| 1930年代香港 \| 1940年代香港               |
| 年份： | 1914年香港 \| 1915年香港 \| 1916年香港 \| 1917年香港 \| 1918年香港 \| 1919年香港 \| 1920年香港 \| 1921年香港 \| 1922年香港 |
| 紀年： | 戊午年（马年）、香港開埠77周年                                                                                             |

## 大事記
- 1月2日，香港發生有感地震。
- 1月22日，灣仔機利臣街爆發激烈警匪槍戰，匪徒2死4逃脫，警察則4死6傷。[1]
- 2月2日，港督梅含理主持大潭篤水塘啟用典禮。
- 2月3日，長沙灣船廠大火，500人無家可歸。[1]
- 2月13日，汕頭發生黎克特制7.5級大地震，當地800人喪生。300多公里外的香港震感強烈，雖無死傷，惟罕見地造成不少建築物受損、出現裂縫，市民陷入恐慌。[1]

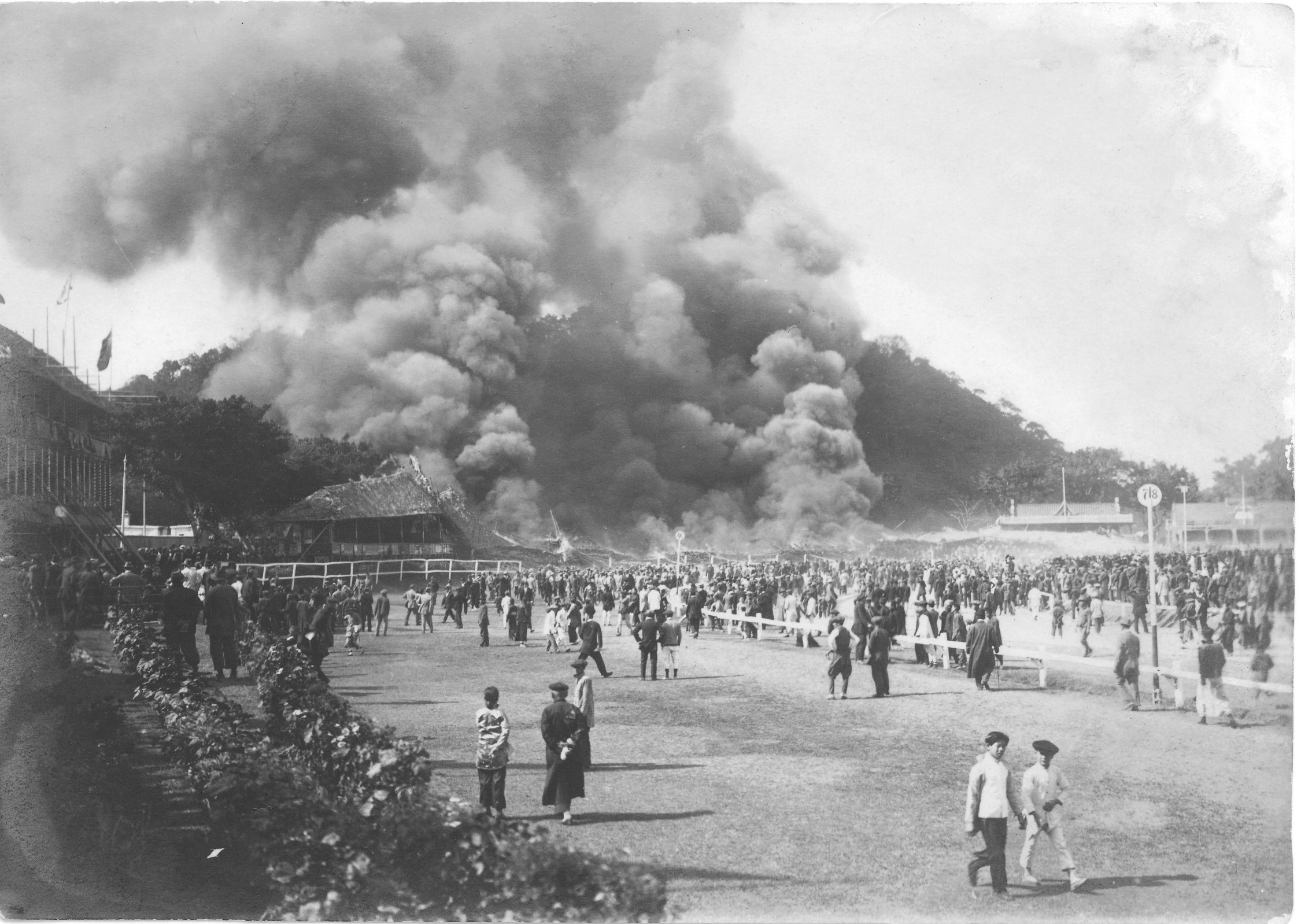
火災情況

- 2月26日下午3時，跑馬地馬場舉行第二日第五場賽事，賽道旁觀眾席的第三座馬棚下層，煮西菜之爐火不慎燃着支撐馬棚的木柱，當時棚中先有最劇烈之震動，繼而由右至左全行倒塌，並波及附近數個馬棚。肇事的馬棚有數百人及時逃出草場，多為站在看台前方的人，惟亦有逾千人被困而壓在其中，相連的馬棚則因震動時尚未倒下，故能全數逃出，最後只有位處馬場東面大閘口的葡人馬棚未受波及。塌棚後，棚堆瞬即大規模起火，雖正副警察司及消防隊立即馳往施救，惟火勢異常猛烈，僅焚燒十餘分鐘，各棚已化為灰燼，終演成香港史上最嚴重之單一火警災難，導致超過600人斃命，亦有約400人受傷，其中570具完整或殘缺不全的遺體由潔淨局工人於下午5時半挖掘至午夜12時半，其餘數十人則在醫院先後傷重死亡或燒成灰燼。2月27日早上，當局將屍體排列在草地上供家屬認領，惟因屍首大多燒至面目不全，除身上特徵或帶有物品而被認出外，均難以辨認。至中午前來人潮增多，其中多人情緒失控放聲大哭，秩序開始混亂，當局遂於正午1時禁止市民入內。警方拾獲之屍體，因為數太多而沒有先運往殮房，隨即直接送往掃桿埔咖啡園墳場落葬，其墓並無任何標誌。[1]
- 3月31日，華民政務司夏理德建議禁止市民打麻將未果。
- 5月10日，一名年約卅歲男子於七姊妹地方被謀殺。[2]
- 6月14日，香港汽車會成立。
- 7月17日，大澳警署一名印警偷竊後被停職，保釋外出後回署警開槍謀殺警察及自殺。[3]
- 8月4日，
  - 西營盤第二街四十四號及四十六號二樓同時倒塌，1死4傷。[4]
  - 摩利臣山道山泥傾瀉，50噸山泥衝入民居，4死2傷。[5]
- 8月15日，颱風在本港以北40公里掠過[6]，七號最高風球懸出5小時[7]，一艇沉沒二人失蹤[6]。
- 9月12日，港督梅含理因病離港，赴加拿大療養，輔政司施勳署任。
- 11月11日，第一次世界大戰宣告結束，全港多處集會，舉行慶祝紀念活動。
- 11月14日，東亞銀行註冊開業。
- 12月29日，港府為第一次世界大戰陣亡香港將士舉行大規模追悼會。
- 12月30日，油麻地望角尾圓洲仔發生警匪槍戰。[8]

本年：
- - 政府財政收入為1866萬港元，支出1398萬元。[1]
  - 總人口為76.67萬，其中外國人佔1.93萬。[1]

## 出生人物
- 11月3日－何佐芝，香港何東家族成員，香港商業電台創辦人。